# 高森邦夫
高森 邦夫（たかもり くにお、1936年（昭和11年）10月13日 - 2007年（平成19年）2月23日）は、日本の実業家。元青森放送副社長、元アナウンサー。北海道出身。

## 略歴
- 1960年 ラジオ青森（現：青森放送）入社（放送部アナウンサー）
- 1988年6月 取締役
- 1992年6月 常務取締役
- 2002年6月 - 2006年 副社長[2]
- 2007年2月23日、午後4時4分、肺癌のため青森市内の病院で死去。70歳没[2][1]。

## アナウンサー時代の担当

### テレビ
- RABニュースレーダー（朝枠）

### ラジオ
- あおもりTODAY（1976年まで）

## 同期入社
- 小島倫